# آرثر رانكين
آرثر رانكين هو سياسي كندي، ولد في 1816، وتوفي في 13 مارس 1893.